# Eunoe oerstedi
Eunoe oerstedi är en ringmaskart som beskrevs av Anders Johan Malmgren 1866. Eunoe oerstedi ingår i släktet Eunoe, och familjen Polynoidae. Arten är reproducerande i Sverige. Inga underarter finns listade i Catalogue of Life.